# Colinas de Plata
Colinas de Plata är en ort i Mexiko.   Den ligger i kommunen Mineral de la Reforma och delstaten Hidalgo, i den sydöstra delen av landet, 80 km nordost om huvudstaden Mexico City. Colinas de Plata ligger 2 426 meter över havet och antalet invånare är 4 852.
Terrängen runt Colinas de Plata är kuperad åt nordost, men åt sydväst är den platt. Runt Colinas de Plata är det mycket tätbefolkat, med 1 135 invånare per kvadratkilometer. Närmaste större samhälle är Pachuca de Soto, 4,3 km norr om Colinas de Plata. Omgivningarna runt Colinas de Plata är i huvudsak ett öppet busklandskap.